# 関白神社 (さいたま市)

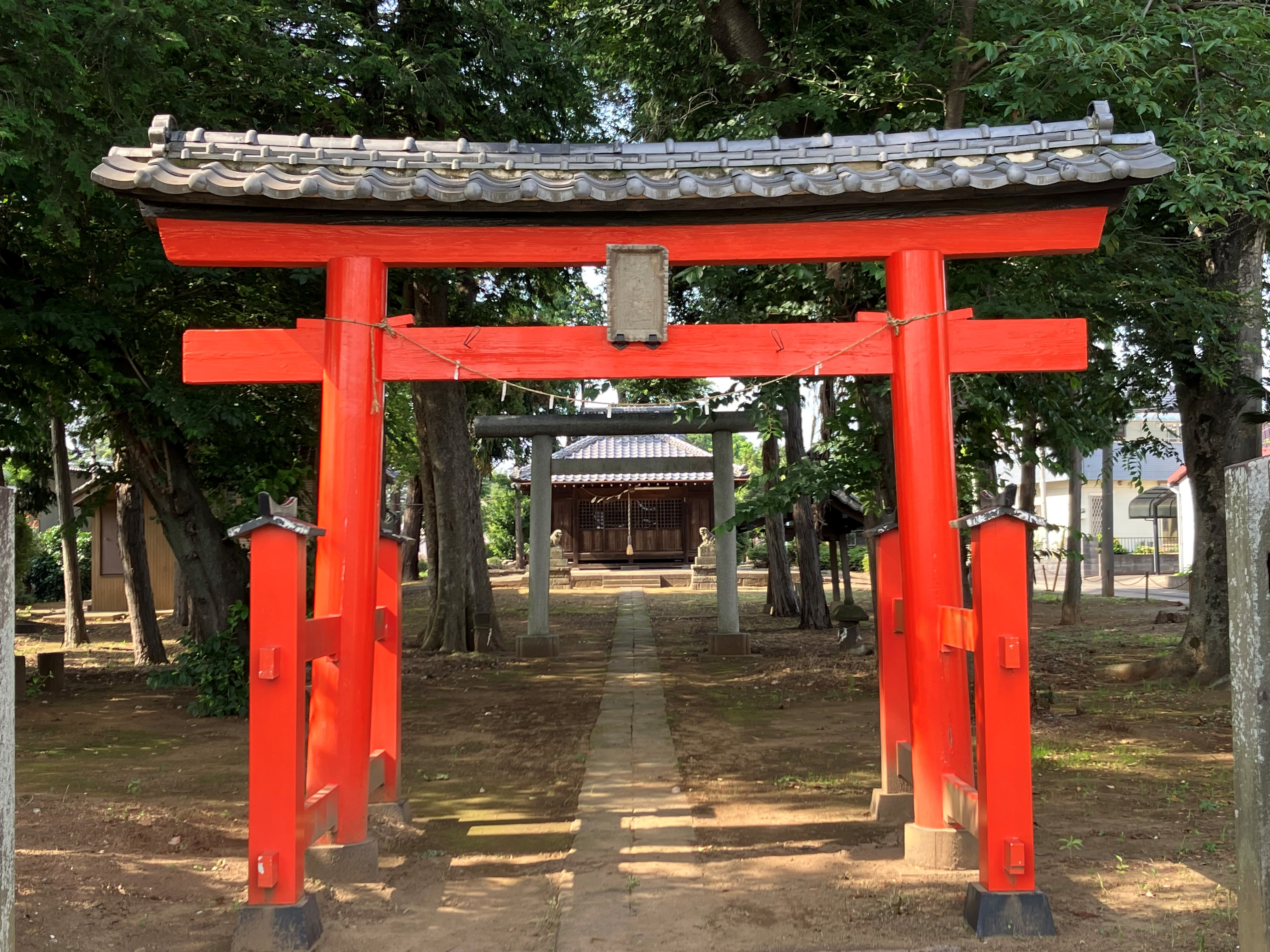
鳥居

関白神社（かんぱくじんじゃ）は、埼玉県さいたま市岩槻区の神社。

## 歴史
創建年代は不明である。昔、追われていた武士を川の向こう岸に逃がした船頭が、追手に殺されてしまった。村人はその船頭の霊を慰めるべく祠を建てたのが当社の起源である。江戸時代は水運の神様として、平林寺村の鎮守として崇められた。
明治になり、祭神を大鷦鷯尊（仁徳天皇）とし、「船越明神社」から「関白神社」に改称した。なぜ祭神とも五摂家とも豊臣家とも無関係なのに、その名が付いたのかは不明である。
なお、当社の近くに平林寺（現在は埼玉県新座市に移転）があった。地名の平林寺はこれに由来する。

## 交通アクセス
- 路線バス前原下停留所より徒歩11分。

## 関連文献
- 「平林寺村 船越明神社」『新編武蔵風土記稿』 巻ノ200埼玉郡ノ2、内務省地理局、1884年6月。NDLJP:764007/72。